# آندرس مول
آندرس مول (انگلیسی: Anders Mol؛ زادهٔ ۲ ژوئیهٔ ۱۹۹۷) بازیکن والیبال ساحلی اهل نروژ است.